# Alun Evans
Alun Evans (Kidderminster, 30 aprile 1949) è un ex calciatore inglese, di ruolo attaccante.

## Carriera
Nato a Kidderminster, si forma calcisticamente nel Wolverhampton, viene aggregato alla spedizione americana dei Wolves. Il suo club disputò l'unica edizione del campionato dell'United Soccer Association, lega che poteva fregiarsi del titolo di campionato di Prima Divisione su riconoscimento della FIFA, nel 1967: quell'edizione della Lega fu disputata utilizzando squadre europee e sudamericane in rappresentanza di quelle della USA, che non avevano avuto tempo di riorganizzarsi dopo la scissione che aveva dato vita al campionato concorrente della National Professional Soccer League; la squadra di Los Angeles fu rappresentata per l'appunto dal Wolverhampton. I "Wolves" vinsero la Western Division e batterono in finale i Washington Whips che erano rappresentati dagli scozzesi dell'Aberdeen.
Esordisce nella prima squadra nella stagione 1967-1968, che è chiusa al diciassettesimo posto finale.
Nel campionato successivo passa al Liverpool per 100.000 £ con cui giunge secondo prima divisione. L'anno seguente è chiuso al quinto posto.
Ottiene nuovamente un quinto posto nella First Division 1970-1971. Sempre nella stagione 1970-1971, Evans con i suoi partecipa alla Coppa delle Fiere 1970-1971, giungendo a disputare le semifinali con i futuri campioni del Leeds e facendosi notare per un'ottima prestazione, ove segnò una tripletta, nella partita d'andata dei quarti di finale contro il Bayern Monaco. In quell'anno Evans con i suoi perse inoltre la finale di FA Cup 1970-1971, ottenendo comunque l'accesso alla Coppa delle Coppe poiché l'Arsenal vincitore del trofeo si era aggiudicato anche il campionato. Nella stagione 1970-1971 sarà anche il miglior marcatore del suo club con quindici reti segnate.
Nella stagione 1971-1972, dopo aver perso la FA Charity Shield 1971 contro il Leicester, ottiene il terzo posto, qualificandosi per la Coppa UEFA, mentre il cammino nella Coppa delle Coppe 1971-1972 è interrotto negli ottavi di finale.
Nel 1972 si trasferisce all'Aston Villa, militante nella cadetteria. Nella prima stagione con i Villans, dopo aver perso la FA Charity Shield 1972 contro il Manchester City, ottiene il terzo posto finale, a cui ne seguì un quattordicesimo nella Second Division 1973-1974. Nella terza ed ultima stagione ai Villans, Evans ottenne il secondo posto finale, raggiungendo così la promozione nella massima serie inglese.
Nel 1975 Evans scende ancora di categoria per giocare nel Walsall, con cui ottiene il settimo posto della Third Division 1975-1976, il quindicesimo nella Third Division 1976-1977 ed il sesto nella Third Division 1977-1978.
Nel 1978 si trasferisce in Australia per giocare nel South Melbourne con cui giocherà sino al 1982 per passare poi nel Morwell Falcons nel 1983 ove chiuderà la carriera agonistica.

## Palmarès
- Campionato statunitense di calcio: 1

Los Angeles Wolves: 1967